# 澳門新福利公共汽車

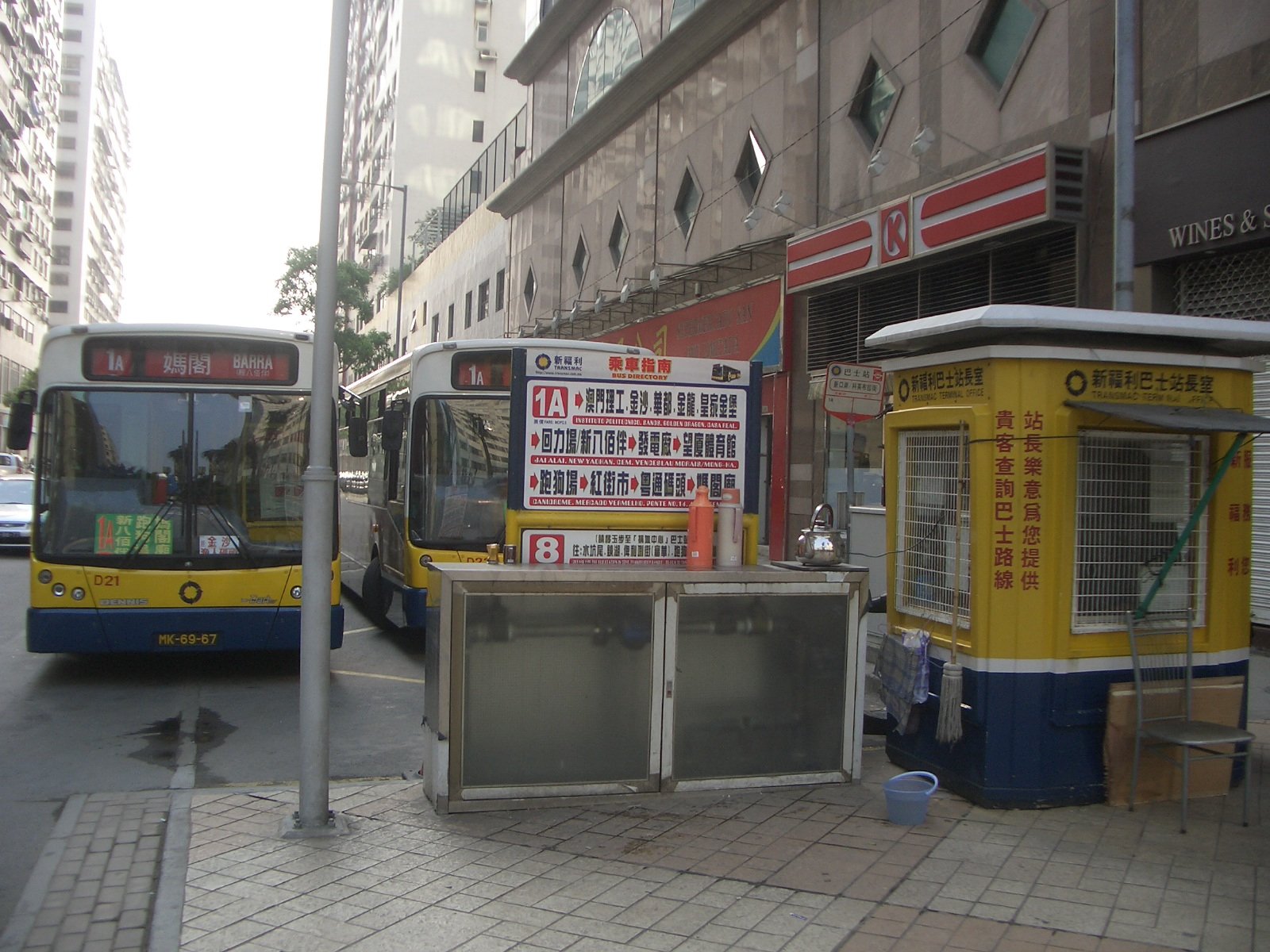
Transmacのバス、デニス・ダンド・SLF

澳門新福利公共汽車（ポルトガル語：Transportes Urbanos de Macau SARL, Transmac 中国語：澳門新福利公共汽車有限公司）は、マカオで公共バスを運営している会社。

## 概要
ポルトガルの植民地時代の1988年にサービスを開始し、現在31ルートを運用している。マカオ以外にも広州市、仏山市、江門市新会区と蕪湖市でもバスを運用している。

## 所有バス
- メルセデス・ベンツ Vario ミニバス （1997年 - 1998年）
- 三菱ふそう・ローザ ミニバス （1988年 - ）
- MAN一階建てバス （1997年）
- Dennis Specialist Vehicles （1995年）／Alexander Dennis Dart/Dart SLF一階建てバス （2004年 - 2005年）
- King Long （2005年 - ）
- 三菱ふそう （1989年）